# ۲۴ شعبان
۲۴ شعبان، بیست و چهارمین روز از ماه شعبان در تقویم هجری قمری است.
در تقویم هجری قمری قراردادی این روز دویست و سی و یکمین روز سال است.

## زادگان
- ۱۲۶۳ - آنتون صالحانی، کشیش، روزنامه‌نگار، پژوهشگر ادبی و نویسنده سوری.

## درگذشتگان
- ۱۳۱۲ - میرزای شیرازی، مرجع تقلید شیعه و صاحب فتوای تحریم تنباکو

ابومسلم خراسانی